# قرص جوشان

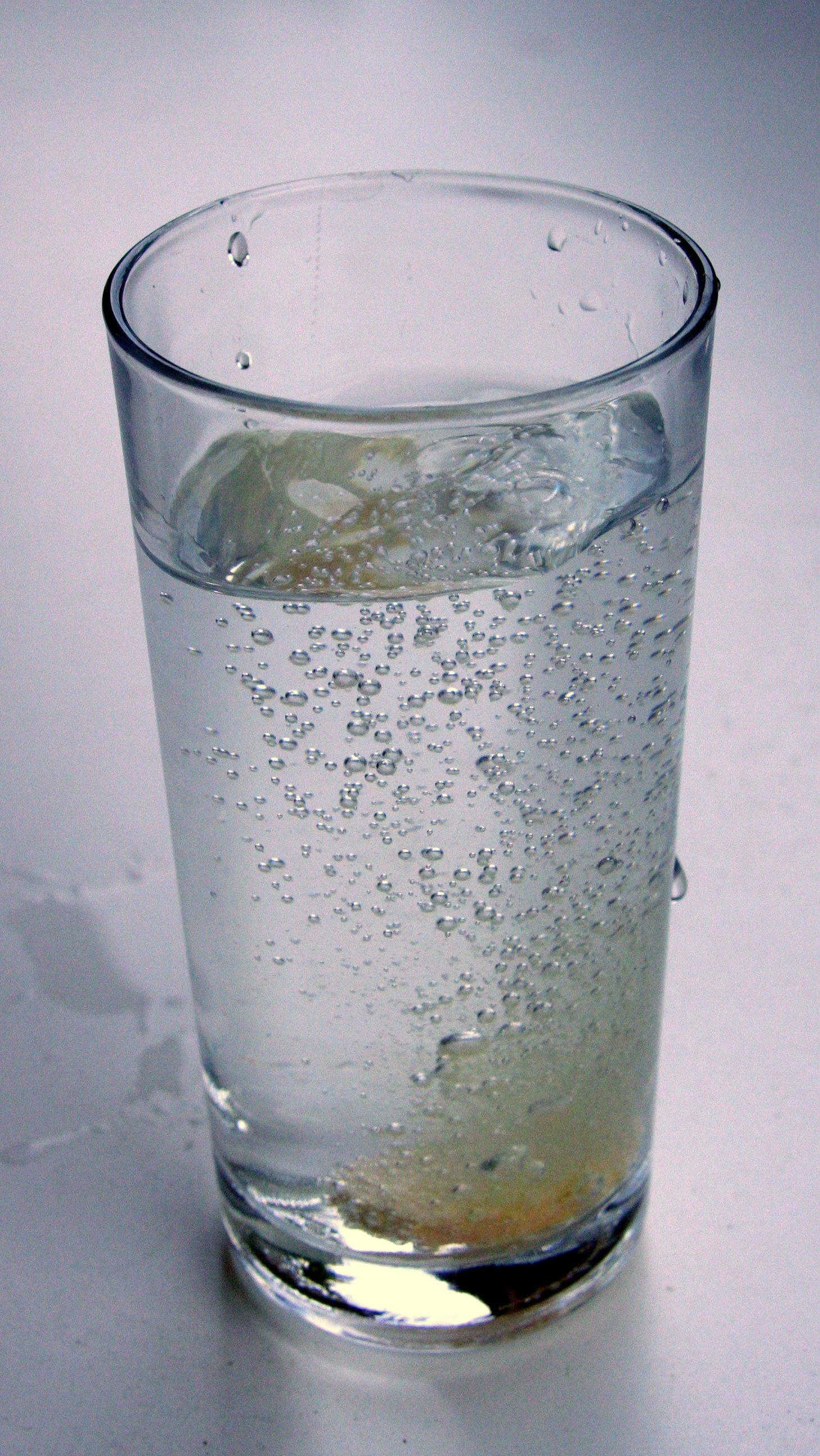
حل شدن یک قرص جوشان در آب

قرص جوشان (انگلیسی: Effervescent tablet) قرصی است که به منظور حل شدن در آب و آزادسازی دی‌اکسید کربن حاصل از واکنش یک اسید آلی با باز ضعیف در حضور آب طراحی شده‌است. در قرن‌های ۱۷ و ۱۸ میلادی دانشمندان شروع به کشف خصوصیات شیمیایی و مزایای فیزیولوژیکی نمک‌های متنوعی چون نمک گلوبر و اپسوم کردند. این نمک‌ها در چشمه‌های معدنی پیدا شده‌اند که زمانی در امپراتوری روم به عنوان آبگرم طبیعی مورد استفاده قرار می‌گرفتند و مردم حمام گرفتن و نوشیدن از آن آب غنی از مواد معدنی را برای سلامتی خود مفید می‌دانستند. این تحولات منجر به تلاش برای ساخت مصنوعی مخلوط نمک یافت شده در آب معدنی مذکور با استفاده از مواد در دسترس شد. ترکیب این نوع نمکها - به ویژه کربنات‌ها و تارتارات‌ها- با طعم دهنده‌هایی چون لیمو تشکیل قرص‌های جوشانی حاوی اسید سیتریک می‌داد که بسیار محبوب و مورد توجه مصرف‌کنندگان قرار گرفت. قرص‌های جوشان از بیش از ۲ قرن پیش در صنایع دارویی و غذایی به کار گرفته شده‌اند.